# Дженцано-ді-Рома
Дженцано-ді-Рома (італ. Genzano di Roma) — муніципалітет в Італії, у регіоні Лаціо,  метрополійне місто Рим-Столиця.
Дженцано-ді-Рома розташоване на відстані близько 28 км на південний схід від Рима.
Населення — 24 024 особи (2014).

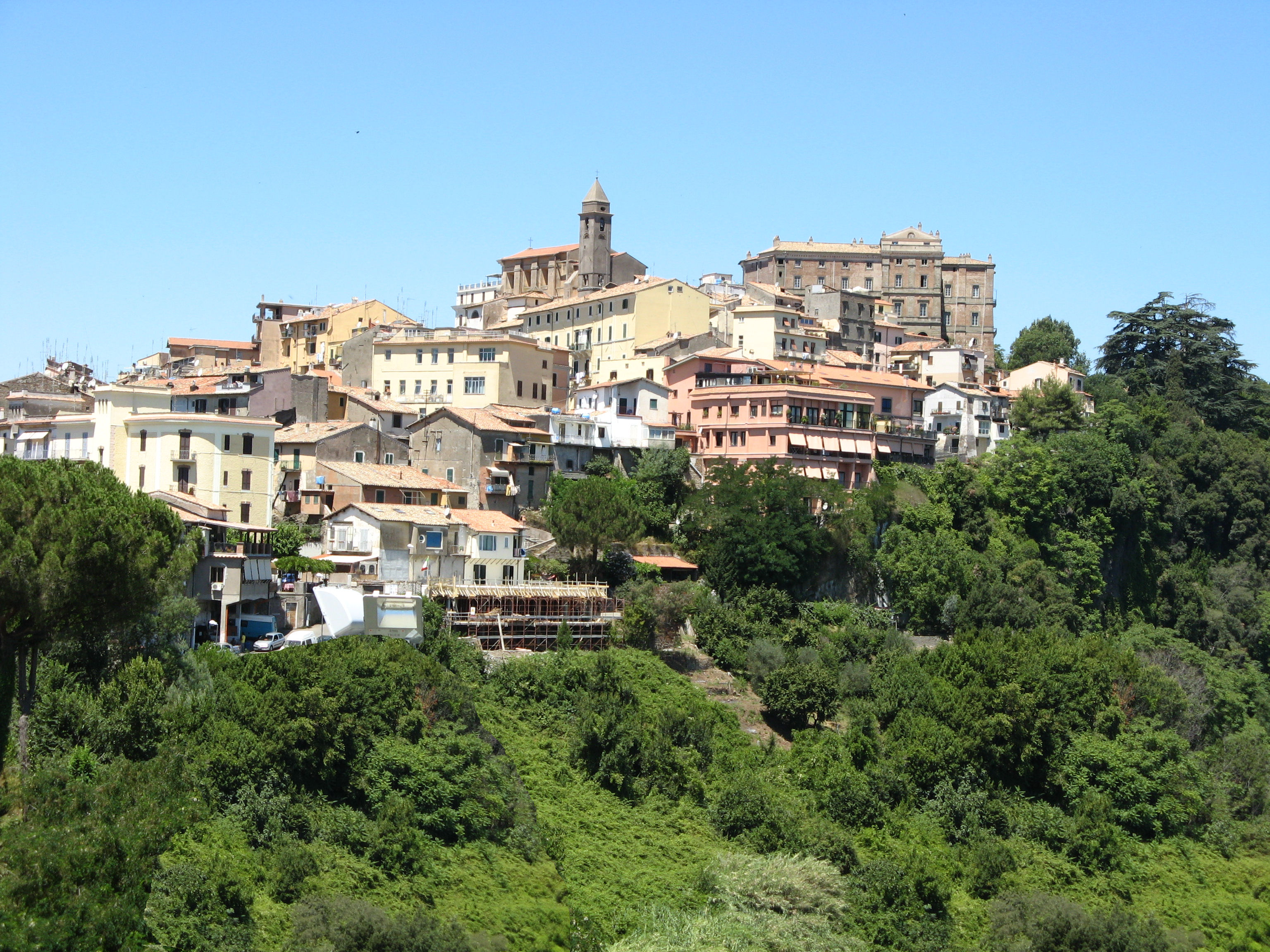

Щорічний фестиваль відбувається 18 вересня. Покровитель — San Tommaso da Villanova.

## Демографія
Населення за роками:

Станом на 1 січня 2023 року в муніципалітеті офіційно проживали 1883 іноземці з 79 країн, серед них 1140 громадян країн Євросоюзу та 62 громадяни України.

## Сусідні муніципалітети
- Аричча
- Ланувіо
- Немі
- Веллетрі